# Royal Football Club Queue-du-Bois-Bellaire
Maillots
Dernière mise à jour : 3 août 2017.
Le Royal Football Club Queue-du-Bois est un club belge de football situé à Queue-du-Bois dans la Province de Liège. Il porte le matricule 378. Ses couleurs sont Jaune et Vert.
Le matricule 378 a joué 5 saisons en séries nationales (dont 3 au 3e niveau). Lors de la saison 2017-2018, il évolue en quatrième provinciale, le plus bas niveau du football belge.

## Repères historiques
- 1923 : Fondation du QUEUE-DU-BOIS FOOTBALL CLUB  par quelques amis de la localité.
- 1924 : 05/01/1924, QUEUE-DU-BOIS FOOTBALL CLUB  s'affilie à l'URBSFA.
- 1926 : décembre, QUEUE-DU-BOIS FOOTBALL CLUB  se voit attribuer le matricule 378.
- 1943 : FOOTBALL CLUB QUEUE-DU-BOIS (378) accède pour la première fois aux séries nationales, mais n'y joue qu'une seule saison. Bien que la Fédération belge ait annulé les relégations subies lors des trois championnats de guerre, le Queue-du-Bois FC choisit de ne pas s'aligner en "nationale" en 1945-1946. Il y revient en 1948-1949.
- 1951 : 19/12/1951, reconnu "Société Royale", QUEUE-DU-BOIS FOOTBALL CLUB  (378) prend le nom de ROYAL QUEUE-DU-BOIS FOOTBALL CLUB  (378).
- 1960 : ROYAL QUEUE-DU-BOIS FOOTBALL CLUB  (378) quitte les "séries nationales". Il n'y est jamais remonté depuis lors.

- 1968 : 01/01/1968, fondation de BELLAIRE FOOTBALL CLUB , qui s'affilie à l'URBSFA le 7 août 1968 et reçoit le matricule 7207.Un club homonyme a préalablement existé. Il a été affilié à l'URBSFA du 4 novembre 1938 au 13 février 1948 sous le matricule 2736.
- 1990 : 01/07/1990, ROYAL QUEUE-DU-BOIS FOOTBALL CLUB  (378) fusionne avec FOOTBALL CLUB BELLAIRE (7207) pour former ROYALE ALLIANCE QUEUE-DU-BOIS-BELLAIRE (378). Mais malgré les souhaits du club, l'URBSFA enregistre la dénomination de ROYAL FOOTBALL CLUB QUEUE-DU-BOIS-BELLAIRE (378) qui devient officielle. Le matricule 7207 est radié.
- 2009 : 01/07/2009, ROYAL FOOTBALL CLUB QUEUE-DU-BOIS-BELLAIRE (378) change sa dénomination en ROYAL FOOTBALL CLUB QUEUE-DU-BOIS (378).

## Saisons en séries nationales
Statistiques mises à jour le 13 juin 2013

### Bilan
| Niv | Divisions     | Jouées | Titres | TM Up | TM Down |
| --- | ------------- | ------ | ------ | ----- | ------- |
| I   | 1re nationale | 0      | 0      |       |         |
| II  | 2e nationale  | 0      | 0      |       |         |
| III | 3e nationale  | 3      | 0      |       |         |
| IV  | 4e nationale  | 2      | 0      |       |         |
| V   | 5e nationale  | 0      | 0      |       |         |
|     |               |        |        |       |         |
|     | TOTAUX        | 5      | 0      | 0     | 0       |

- TM Up : test-match pour départager des égalités, ou toutes formes de Barrages ou de Tour final pour une montée éventuelle.
- TM Down : test-match pour départager des égalités, ou toutes formes de Barrages ou de Tour final pour le maintien.

### Classements saison par saison
| Ordre               | Saison  | Nom du club      | Niveau                 | Classement final | Remarques |
| ------------------- | ------- | ---------------- | ---------------------- | ---------------- | --------- |
| 1                   | 1943-44 | FC Queue-du-Bois | Promotion (D3) série D | 16e/16           | Relégué   |
| séries provinciales |         |                  |                        |                  |           |
| 2                   | 1947-48 | FC Queue-du-Bois | Promotion (D3) série B | 13e/16           |           |
| 3                   | 1948-49 | FC Queue-du-Bois | Promotion (D3) série D | 15e/16           | Relégué   |
| séries provinciales |         |                  |                        |                  |           |
| 4                   | 1958-59 | FC Queue-du-Bois | Promotion série D      | 11e/16           |           |
| 5                   | 1959-60 | FC Queue-du-Bois | Promotion série B      | 15e/16           | Relégué   |
| séries provinciales |         |                  |                        |                  |           |